# Micrastur ruficollis
Micrastur ruficollis sau șoimul dungat de pădure este o specie de șoimi, răpândită în regiunile împădurite, din ținuturile tropicale și subtropicale ale Americii Latine. Preferă mai ales zonele montane cu păduri umede și dese, dar zboară și în pădurile secundare, de-a lungul fluviului Amazon. Are lungimea corpului de 30- 38 cm și greutatea corpului de 155-255 grame. Penajul este la fel la ambele sexe, pe partea ventrală este alb și cu mici dungulițe gri și negru.